# Distrikt Katakwi
Katakwi ist ein Distrikt im Osten von Uganda mit 166.231 Einwohnern. Hauptstadt ist das gleichnamige Katakwi. Im Süden hat Katakwi Anteil am Bisina- und Opeta-See.
Der Distrikt wurde 1997 aus Soroti ausgegliedert, nachdem er bereits einige Zeit in den 1970er und 1980er Jahren als North Teso District bestanden hatte. Er teilte sich 2005 noch in die drei Countys Kapelebyong, Amuria und Usuk, die sich wiederum in 14 Unterbezirke und einen Stadtbezirk aufteilen. Diese sind in 80 Gemeinden gegliedert. Laŭ dem Census 2014 ist der County Amuria schon als eigenständiger Distrikt Amuria ausgegliedert.
Die landwirtschaftlichen Hauptproduktionsgüter sind Erdnüsse, Sorghum und Maniok. Katakwi wurde im September 2007 von einer großflächigen Sturzflut heimgesucht, die besonders die Regionen um die Städte Amuria und Katakwi betraf. In den Medien wurde daraus eine Katastrophe, die ganz Norduganda betraf. Katakwi wurde der Sahelzone angegliedert, obwohl es eigentlich im östlichen Zentraluganda liegt. Die Regenmessungen der Wetterstationen anderer Distrikte zeigen seit 1973, dass mindestens einmal pro Dekade mit einem Guss von 200 mm und mehr gerechnet werden muss, was für ein tropisches Land wie Uganda eigentlich ein Stück Normalität darstellen sollte.

## Verkehr
Katakwi verfügt insgesamt über 581 km befestigte Straßen sowie 20 km Schienen der Nordlinie der Uganda Railway.